# Helen Kerfoot
Helen Kerfoot est une géographe spécialisée en toponymie. Durant dix ans elle dirige le Groupe d'experts des Nations unies pour les noms géographiques.

## Biographie
Helen Kerfoot naît au Royaume-Uni et étudie la géologie en maîtrise,.

## Carrière
Helen Kerfoot effectue la majeure partie de sa carrière au Canada. Géologue dans le nord du pays, elle s'intéresse par des travaux de terrain à la manière de nommer les lieux, la toponymie. Elle travaille sur ce sujet au Ministère de l'Énergie, des Mines et des Ressources du gouvernement canadien.
De 1997 à 2003, elle préside la Société canadienne pour l'étude des noms. Elle occupe à plusieurs reprises le poste de secrétaire exécutive de la Commission de toponymie du Canada qui statue sur les noms utilisés au Canada et sur ceux utilisés sur les cartes officielles du gouvernement fédéral.
Helen Kerfoot est déléguée en 1987 par le gouvernement canadien au Groupe d'experts des Nations Unies pour les noms géographiques. De 2002 à 2012, elle est la sixième directrice du Groupe d'experts des Nations unies pour les noms géographiques (GENUNG). Ce groupe d'expertise étudie les aspects techniques, culturels et linguistiques des noms géographiques. Son mandat est marqué par l'attention qu'elle porte à la toponymie dans les pays en développement, par son soutien aux recherches sur la toponymie au sein de l'Union Géographique Internationale (UGI) et par la promotion de la discipline,. Elle travaille particulièrement sur l'aspect spatial des noms, leur standardisation et sur le multilinguisme, ce qui profite à l'ensemble de la communauté de l'information géographique.
Elle poursuit son parcours par de la formation et de la sensibilisation sur la manière de nommer les lieux. Elle publie également plusieurs articles scientifiques sur ce sujet,.
L'ensemble de sa carrière est récompensé en 2021 par l'UGI,.

## Hommages et distinctions
- Lauréate d'honneur de l'Union Géographique Internationale en 2021[2].
- Médaille Camsell pour services exceptionnels en 2010[12].
- Membre honoraire de l'Association Cartographique Internationale en 2007 (ACI)[1],[13].
- Diplôme pour services exceptionnels rendus à l'ACI à la Conférence cartographique internationale à Ottawa en 1999[1].

## Ouvrages
- (en) Place names as intangible cultural heritage, Andrea Cantile, Helen Kerfoot, 2016, 223 p. (ISBN 9788852390906)
- (en) Placing names : enriching and integrating gazetteers, 2016, 265 p. (ISBN 9780253022448)
- Groupe d’experts des Nations Unies pour les noms géographiques, Manuel de normalisation nationale des noms géographiques, Publications des Nations Unies, 2007, 177 p. (ISBN 978-92-1-261207-2, lire en ligne)